# Federico Scionti
Federico Scionti (ur. 9 września 1992 roku w Rzymie) – włoski kierowca wyścigowy.

## Kariera
Scionti rozpoczął karierę w wyścigach samochodowych w 2008 roku od startów w edycji zimowej Włoskiej Formuły Renault, Szwajcarskiej Formule Renault, Włoskiej Formule Master oraz we Włoskiej Formule Light 2000. Z dorobkiem odpowiednio 32, 22, 25 i 269 punktów uplasował się odpowiednio na 6, 18, 9 i drugiej pozycji w klasyfikacji generalnej. W tym samym roku wystartował również gościnnie w Międzynarodowej Formule Master. W późniejszych latach pojawiał się także w stawce Włoskiej Formuły Renault, Europejskiego Pucharu Formuły Renault 2.0 oraz Włoskiej Formuły 3.

## Statystyki
| Sezon | Seria                                  | Zespół                      | Wyścigi | Zwycięstwa | PP | NO | Podium | Punkty | Pozycja |
| ----- | -------------------------------------- | --------------------------- | ------- | ---------- | -- | -- | ------ | ------ | ------- |
| 2008  | Włoska Formuła Light 2000              | AP Motorsport               | 12      | 3          | 1  | 8  | 9      | 269    | 2       |
| 2008  | Włoska Formuła Master                  | ADM Motorsport              | 3       | 0          | 0  | 0  | 0      | 25     | 9       |
| 2008  | Szwajcarska Formuła Renault            | A.P. Motorsport             | 3       | 0          | 0  | 0  | 0      | 22     | 18      |
| 2008  | Włoska Formuła Renault (edycja zimowa) | Tomcat Racing               | 2       | 0          | 0  | 0  | 0      | 32     | 6       |
| 2008  | Międzynarodowa Formuła Master          | ADM Motorsport              | 2       | 0          | 0  | 0  | 0      | 0      | NS      |
| 2009  | Włoska Formuła Renault                 | One Racing                  | 9       | 1          | 0  | 0  | 3      | 156    | 8       |
| 2009  | Włoska Formuła Renault                 | Epsilon Euskadi             | 9       | 1          | 0  | 0  | 3      | 156    | 8       |
| 2009  | Europejski Puchar Formuły Renault 2.0  | One Racing                  | 12      | 0          | 0  | 1  | 0      | 7      | 21      |
| 2010  | Włoska Formuła 3                       | Scuderia Victoria           | 4       | 0          | 0  | 0  | 0      | 0      | NS      |
| 2010  | Włoska Formuła Renault                 | GSK Motorsport              | 4       | 0          | 1  | 2  | 2      | 94     | 11      |
| 2010  | Europejski Puchar Formuły Renault 2.0  | Interwetten.con Junior Team | 2       | 0          | 0  | 0  | 0      | 0      | NS†     |

† – Scionti nie był zaliczany do klasyfikacji